# Lynch by Inch: Suicide Note
Lynch by Inch: Suicide Note è un album del rapper statunitense Brotha Lynch Hung, pubblicato nel 2003 e venduto come doppio disco.

## Tracce

### Disco 1
1. "Scene: Smoke"
2. "Spydie's Birth"
3. "Spitz Network" (feat. Yukmouth & Cos)
4. "I Went from Intro"
5. "I Went From"
6. "Watta" (feat. Luni Coleone)
7. "Art of War" (feat. Cos)
8. "Everywhere I Go" (feat. D-Dubb)
9. "Death Dance"
10. "Break Ya Loccs" (feat. Suspicion)
11. "Reachin' for Fame" (feat. Tall Cann & Cos)
12. "Bleeding House Mystery" (feat. Zagg)
13. "Scene: Gun Runner" (feat. Calico)
14. "Get Bacc Time"
15. "Scene: Therapy" (feat. First Degree The D.E.)
16. "My Mind Ain't Right"
17. "Scene: The Meeting" (feat. Loco Ricc)
18. "I Get's Off"
19. "Any Given Friday" (feat. Crookwood)

### Disco 2
1. "Scene: The Phone Call" (feat. First Degree The D.E.)
2. "Tried to Shoot"
3. "Scene: John Johnson" (feat. Crookwood)
4. "Suicide Note"
5. "Usual Suspects" (feat. B-Flat, Calico, Crookwood, D-Dubb, E-Moe, JV, Loki, Low Down, Phonk Beta, Tall Cann, Zagg & Cos)
6. "Drunken Style (Phonk Beta Remix)" (feat. Loki)

## Collaborazioni
- Yukmouth
- Cos
- Luni Coleone
- D. Dubb
- Suspicion
- Tall Call
- Zagg
- Calico
- First Degree The D.E.
- Loco Ricc
- Crookwood
- B-Flat
- E-Moe
- JV
- Low Down
- Loki
- Phonk Beta